# Bathycopea typhlops
Bathycopea typhlops is een pissebed uit de familie Ancinidae. De wetenschappelijke naam van de soort is voor het eerst geldig gepubliceerd in 1905 door Walter Medley Tattersall.